# Kastlösa
Kastlösa – miejscowość (tätort) w Szwecji, w regionie administracyjnym (län) Kalmar, w gminie Mörbylånga.
Według danych Szwedzkiego Urzędu Statystycznego liczba ludności wyniosła: 202 (31 grudnia 2015), 210 (31 grudnia 2018) i 206 (31 grudnia 2019).